# Ciudad de Aksu
Aksu (en uigur: ئاقسۇ, romanizado: Ak̡su si, en chino, 阿克苏; pinyin, Āk'sū) es una municipio bajo la administración directa de la Prefectura Aksu en la Región autónoma de Sinkiang, República Popular China. Su área es de 14 415 km² y su población total para 2010 superó los 530 mil habitantes.
El nombre de la ciudad viene de las lenguas túrquicas y quiere decir Agua Blanca y se utiliza tanto en el nombre de un río y un oasis.
La economía de la ciudad se basa en la agricultura, el algodón es el principal producto. También incluye, granos, frutas y más. Entre otras existen fábricas de cemento e industrias químicas.

## Administración
Desde 2022, el condado Aksu se divide en 13 pueblos que se administran en 7 subdistritos, 2 poblados y 4 villas.

## Historia
Desde la antigua dinastía Han (125 a. C. a 23) hasta al menos a principios de la dinastía Tang (618-907), Aksu se conocía como Gumo (姑墨). La capital era Nan (Sur), probablemente también al sur de la ciudad actual.
Durante la dinastía Han, Gumo es descrita como "un reinado" (guo) contando con viviendas y tal vez con ejércitos. Se dice que producían cobre, hierro y oropimente.
El monje budista Xuanzang visitó este reino en el 629. Contó que había decenas de Sarvastivada budistas en el reino y más de 1000 monjes. Dijo que el reino media 600 ri de este a oeste, y 300 ri de norte a sur. Su capital se decía que era 6 ri a la redonda. Informó que los productos, el clima, el temperamento de la gente, las costumbres, el lenguaje escrito y el derecho son los mismos que en el país de Kucha (antiguo reino budista), a unos 300 km al este, pero el idioma hablado era diferente.

## Clima
| Parámetros climáticos promedio de Aksu (1971−2000) | Parámetros climáticos promedio de Aksu (1971−2000) | Parámetros climáticos promedio de Aksu (1971−2000) | Parámetros climáticos promedio de Aksu (1971−2000) | Parámetros climáticos promedio de Aksu (1971−2000) | Parámetros climáticos promedio de Aksu (1971−2000) | Parámetros climáticos promedio de Aksu (1971−2000) | Parámetros climáticos promedio de Aksu (1971−2000) | Parámetros climáticos promedio de Aksu (1971−2000) | Parámetros climáticos promedio de Aksu (1971−2000) | Parámetros climáticos promedio de Aksu (1971−2000) | Parámetros climáticos promedio de Aksu (1971−2000) | Parámetros climáticos promedio de Aksu (1971−2000) | Parámetros climáticos promedio de Aksu (1971−2000) |
| Mes                                                | Ene.                                               | Feb.                                               | Mar.                                               | Abr.                                               | May.                                               | Jun.                                               | Jul.                                               | Ago.                                               | Sep.                                               | Oct.                                               | Nov.                                               | Dic.                                               | Anual                                              |
| -------------------------------------------------- | -------------------------------------------------- | -------------------------------------------------- | -------------------------------------------------- | -------------------------------------------------- | -------------------------------------------------- | -------------------------------------------------- | -------------------------------------------------- | -------------------------------------------------- | -------------------------------------------------- | -------------------------------------------------- | -------------------------------------------------- | -------------------------------------------------- | -------------------------------------------------- |
| Temp. máx. media (°C)                              | -0.9                                               | 4.6                                                | 12.9                                               | 21.9                                               | 26.6                                               | 29.6                                               | 31.2                                               | 30.2                                               | 25.9                                               | 18.9                                               | 9.1                                                | 0.8                                                | 17.6                                               |
| Temp. mín. media (°C)                              | −13.3                                              | −7.8                                               | 0.1                                                | 7.6                                                | 12.1                                               | 14.8                                               | 16.6                                               | 15.6                                               | 10.8                                               | 3.7                                                | -3.1                                               | −10.0                                              | 3.9                                                |
| Precipitación total (mm)                           | 1.6                                                | 2.4                                                | 3.5                                                | 2.5                                                | 8.9                                                | 14.0                                               | 16.0                                               | 14.1                                               | 6.2                                                | 2.3                                                | 0.5                                                | 2.4                                                | 74.4                                               |
| Días de precipitaciones (≥ 0.1 mm)                 | 2.3                                                | 2.2                                                | 1.6                                                | 1.5                                                | 3.1                                                | 5.3                                                | 6.6                                                | 6.3                                                | 3.3                                                | 1.1                                                | 0.7                                                | 1.9                                                | 35.9                                               |
| Fuente: Weather China                              |                                                    |                                                    |                                                    |                                                    |                                                    |                                                    |                                                    |                                                    |                                                    |                                                    |                                                    |                                                    |                                                    |